# Sons and Fascination/Sister Feelings Call
| Recensione          | Giudizio |
| ------------------- | -------- |
| AllMusic            | [ 2 ]    |
| The Face            | buono    |
| Martin C. Strong    | 8/10     |
| NME                 | negativo |
| Sounds              | buono    |
| Virgin Encyclopedia | [ 7 ]    |

Sons and Fascination/Sister Feelings Call è il quarto album del gruppo musicale britannico Simple Minds, pubblicato nel 1981 dalla EMI inizialmente come disco doppio a tiratura limitata, in seguito in due dischi venduti separatamente.
È stato il primo disco della band a raggiungere un vasto pubblico internazionale.

## Tracce
Testi di Kerr, musiche dei Simple Minds.

### Musicassetta
Lato 1
1. In Trance as Mission - 6:50
2. Sweat in Bullet - 4:29
3. 70 Cities as Love Brings the Fall - 4:48
4. Boys from Brazil - 5:29
5. Theme for Great Cities - 5:50
6. The American - 3:50
7. 20th Century Promised Land - 4:53

Lato 2
1. Love Song - 5:03
2. This Earth That You Walk Upon - 5:26
3. Sons and Fascination - 5:23
4. Seeing Out the Angel - 6:10
5. Wonderful in Young Life - 5:20
6. League of Nations - 4:56
7. Careful in Career - 5:08
8. Sound in 70 Cities - 5:04

### LPSons and Fascination
Lato 1
1. In Trance as Mission - 6:51
2. Sweat in Bullet - 4:38
3. 70 Cities as Love Brings the Fall - 4:48
4. Boys From Brazil - 5:30

Lato 2
1. Love Song - 5:03
2. This Earth That You Walk Upon - 5:26
3. Sons and Fascination - 5:23
4. Seeing out the Angel - 6:10

Nel brano 7 Jim canta la frase "Sister feelings call" che dà il nome all'album in origine allegato come LP-bonus a Sons and fascination poi distribuito separatamente.
Nella seconda ristampa del compact dei suddetti vinili si decise di unificarli in un supporto solo.

### LPSister Feelings Call
Lato 1
1. Theme for Great Cities - 5:50
2. The American - 3:51
3. 20th Century Promised Land - 4:53

Lato 2
1. Wonderful in Young Life - 5:20
2. League of Nations - 4:55
3. Careful in Career - 5:08
4. Sound in 70 Cities - 5:01

Il brano 7 è la versione strumentale di 70 Cities as Love Brings the Fall.
Anche il brano 5 è da considerarsi uno strumentale poiché viene cantato solo il titolo.

### Rimasterizzazione CD (2003)
La ristampa rimasterizzata del 2003 include tutti i titoli di entrambi gli album. È stato anche distribuito con una copertina di carta fotografica pesante con busta interna nera. Il CD originale del 1986 omette League of Nations e Sound in 70 Cities per motivi di spazio.
1. In Trance as Mission - 6:53
2. Sweat in Bullet - 4:30
3. 70 Cities as Love Brings the Fall - 4:49
4. Boys from Brazil - 5:31
5. Love Song - 5:03
6. This Earth That You Walk Upon - 5:27
7. Sons and Fascination - 5:22
8. Seeing Out The Angel - 6:11
9. Theme for Great Cities - 5:51
10. The American - 3:51
11. 20th Century Promised Land - 4:55
12. Wonderful in Young Life - 5:20
13. League of Nations - 4:56
14. Careful in Career - 5:08
15. Sound in 70 Cities - 5:04

## Formazione
- Jim Kerr - voce
- Charlie Burchill - chitarra
- Derek Forbes - basso
- Michael MacNeil - tastiere
- Brian McGee - batteria

### Altri musicisti
- Ken Lockie - cori
- Jacqui - cori

### Produzione
- Steve Hillage - produzione
- Hugh Jones - ingegneria del suono (ai Farmyard Studios)
- Alan Jakoby - ingegneria del suono (ai Regents Park Studios)
- Billy Worton - ingegneria del suono dal vivo
- Douglas Cowan - ingegneria del suono dal vivo